# Esdras Medina
Esdras Ricardo Medina Minaya (Arequipa, 25 de marzo de 1967) es un administrador, y político peruano. Es actual congresista de la república por Arequipa para el periodo 2021-2026 y fue regidor provincial de Arequipa en 2015.

## Biografía
Nació en Arequipa, el 25 de marzo de 1967. Es hijo de Ricardo Medina Vigo y de Eladia Minaya Villareal.
Realizó sus estudios primarios en el Centro Educativo 40171 en Paucarpata y los secundarios en 2 instituciones diferentes. En 1989, estudió la carrera de Ciencias Administrativas en la facultad de Ciencias Contables Administrativas Actuariales de la Universidad Nacional de San Agustín en Arequipa.

## Vida política
Se inició en la política en las elecciones de 1993 como candidato a la alcaldía de Sachaca por la lista Cambio 93. Sin embargo, no resultó elegido.
Intentó ser congresista en las elecciones de 1995 y luego regidor de Paucarpata por la agrupación fujimorista Sí Cumple en 2006, ambas ocasiones sin éxito.

### Regidor de Arequipa
Fue elegido como regidor provincial de Arequipa por el partido Vamos Perú en 2014.
Intentó ser alcalde de Arequipa por Siempre Unidos, sin embargo, no resultó elegido.

### Congresista
Para las elecciones generales de 2021, se inscribió al partido Renovación Popular, de Rafael López-Aliaga, y nuevamente postuló al Congreso de la República representando a su natal Arequipa. Medina logró ser elegido con 15 693 votos para el periodo parlamentario 2021-2026.
En el Parlamento, laboró como presidente de la Comisión de Educación y actualmente como presidente de la Comisión de Producción, Micro y Pequeña Empresa.
En julio de 2022, fue anunciado como candidato a la presidencia del Congreso de la República y su lista generó polémica por estar integrada por Waldemar Cerrón, de Perú Libre; Ilich López, de Acción Popular, y Katy Ugarte, del Bloque Magisterial. Su lista llevaba el número 3 y compitió junto con Lady Camones, Héctor Acuña y Gladys Echaíz, quedando en segunda vuelta con Camones para luego ser vencido por ella al obtener 73 votos a favor frente a los 51 de Medina.
Tras su pérdida en la elección de la Mesa Directiva, renunció a la bancada y al partido Renovación Popular para luego pasarse a la bancada de Somos Perú en calidad de invitado.
Es promotor de la contrarreformas universitarias y educativas inspiradas en el colectivo con mis hijos no te metas. Su posición conservadora le permitió el doctorado horroris causa de la Universidad Nacional de Piura. Además, contrató a la abogada de la Red Nacional de Abogados por la Defensa de la Familia, Paola Martínez, como su principal asesora.